# Yūsei Ozaki
Yūsei Ozaki (japanisch 尾崎 優成 Ozaki Yūsei; * 26. Juli 2003 in Shūnan, Präfektur Yamaguchi) ist ein japanischer Fußballspieler.

## Karriere
Yūsei Ozaki erlernte das Fußballspielen in der Jugendmannschaft von Vissel Kōbe. Hier unterschrieb er am 1. Februar 2022 auch seinen ersten Vertrag. Der Verein aus Kōbe, einer Stadt in der Präfektur Hyōgo, spielte in der ersten japanischen Liga. In der Saison 2022 wurde er nicht eingesetzt. Sein Erstligadebüt gab Yusei Ozaki am 18. Februar 2023 (1. Spieltag) im Heimspiel gegen Avispa Fukuoka. Bei dem 1:0-Heimspielsieg wurde er in der 89. Minute für Yoshinori Mutō eingewechselt. Am Ende der Saison 2023 feierte er mit dem Verein aus Kōbe die japanische Meisterschaft. Im Februar 2024 wechselte er auf Leihbasis zum Zweitligaaufsteiger Ehime FC. Für den Verein aus Matsuyama bestritt er 33 Ligaspiele. Die Saison 2025 wurde er an den Zweitligisten Blaublitz Akita verliehen.

## Erfolge
Vissel Kōbe
- Japanischer Meister: 2023